# Kōjun

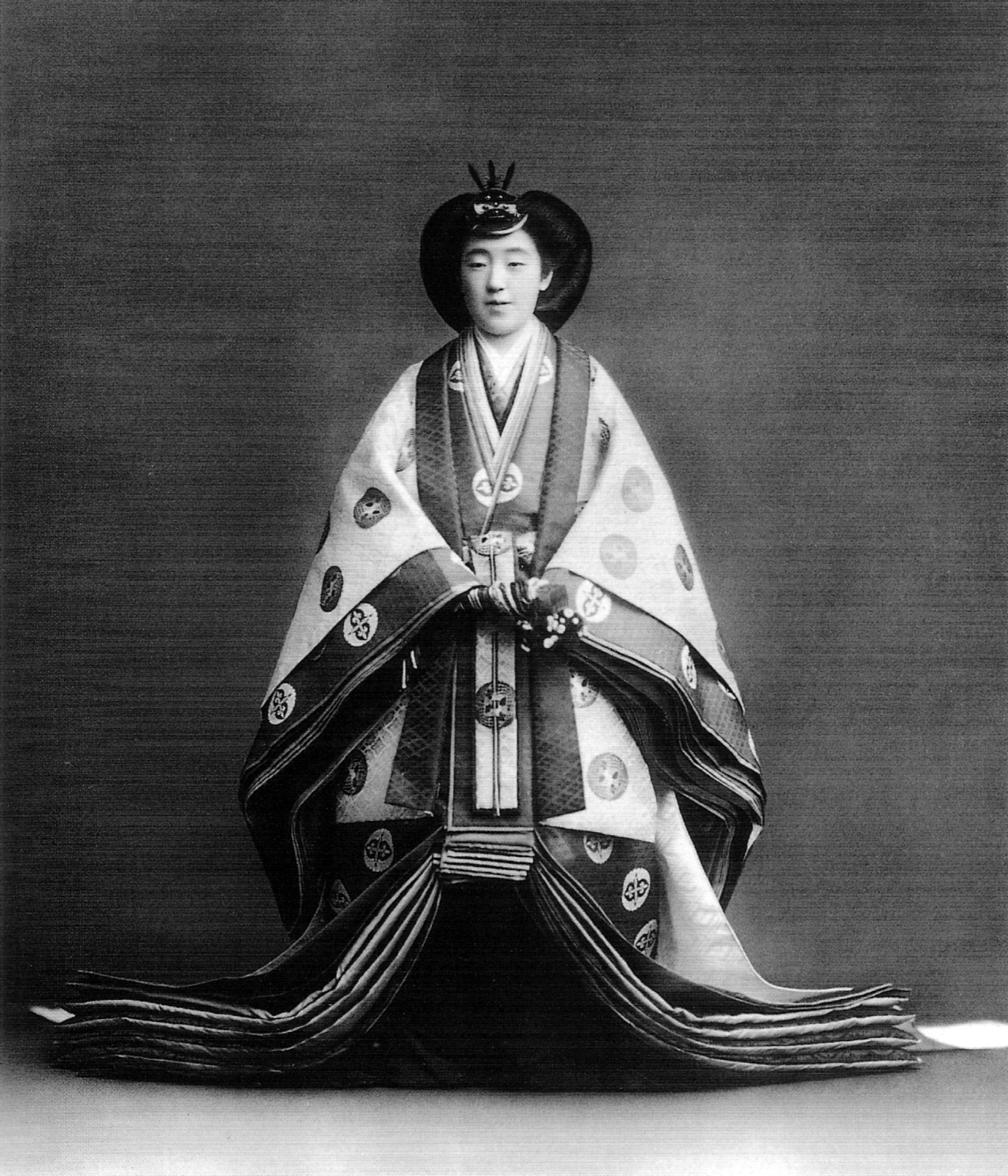
Kaiserin Kōjun (Nagako) während ihrer Krönungszeremonie 1926

Kaiserin Kōjun (jap. 香淳皇后 Kōjun-kōgō); geboren als Prinzessin Nagako (良子女王 Nagako-joō, * 6. März 1903 in Tokio; † 16. Juni 2000 ebenda) war Kaiserin von Japan, Ehefrau des Tennō (Kaisers) Hirohito und Mutter des Tennō Akihito.
Kōjun war die am längsten lebende Gattin eines Kaisers in der japanischen Geschichte. Vom 26. Januar 1924 bis zum 25. Dezember 1926 war sie Kronprinzessin, vom 25. Dezember 1926 bis zum 7. Januar 1989 Kaiserin und vom 7. Januar 1989 bis zu ihrem Tod am 16. Juni 2000 Kaiserinwitwe.

## Frühes Leben

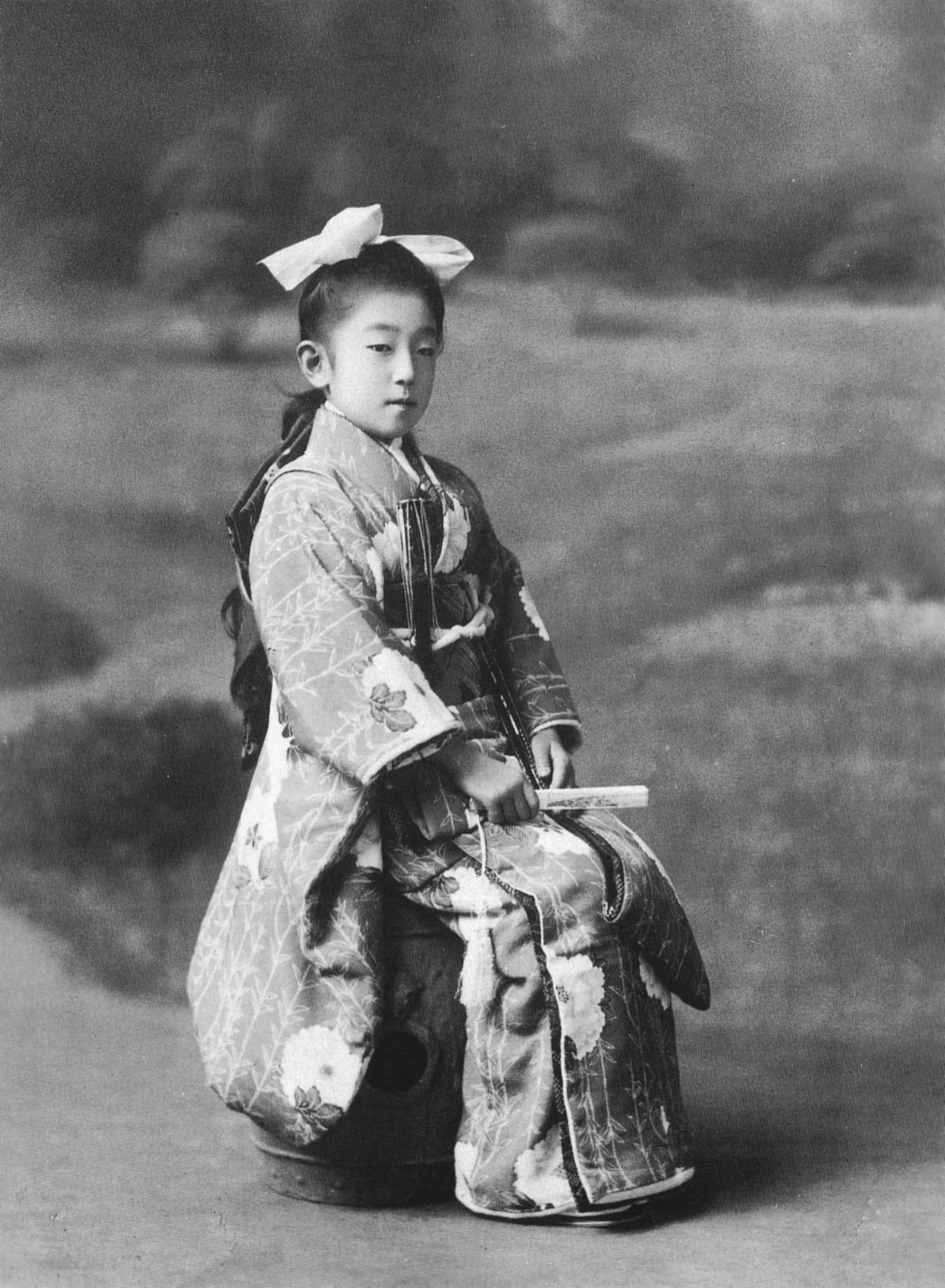
Prinzessin Nagako, ca. 1912

Prinzessin Nagako wurde in Tokio als älteste Tochter des Prinzen Kuni Kuniyoshi (1873–1929) und seiner Frau Chikako (1879–1956) geboren. Ihre Mutter Chikako war die siebte Tochter des Prinzen Shimazu Tadayoshi, des früheren Herrn von Satsuma und des 29. und letzten Daimyō dieser Linie. Prinzessin Nagako besuchte die Mädchenabteilung der Adelsschule in Tokio, der heutigen Gakushūin gemeinsam mit ihrer Cousine ersten Grades Masako Nashimoto, die später als Kronprinzessin Bangja von Korea bekannt wurde.

## Ehe und Familie

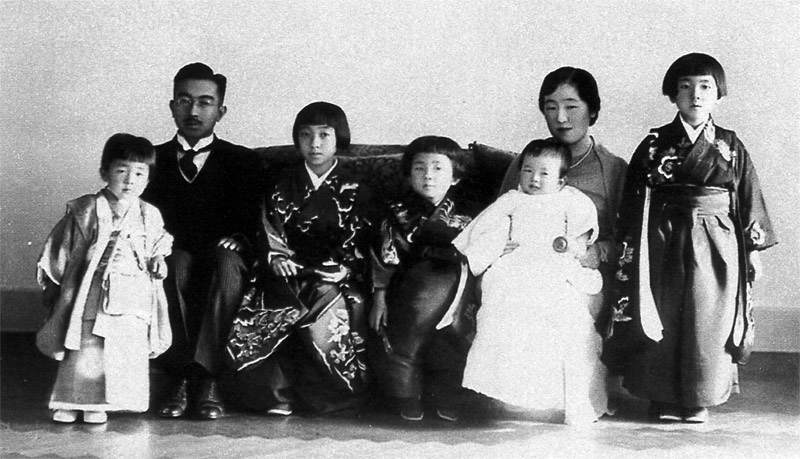
Ca. 1936

Die im Januar 1919 erfolgte Verlobung Prinzessin Nagakos mit ihrem entfernten Cousin, dem Kronprinzen Hirohito, war in zweierlei Hinsicht ungewöhnlich. Zum einen war sie eine Prinzessin von kaiserlicher Herkunft, obwohl seit Jahrhunderten die Hauptfrauen der japanischen Kaiser und Kronprinzen den fünf Hauptzweigen des Fujiwara-Clans (Konoe, Ichijō, Nijō, Takatsukasa, und Kujō) entstammten. Zum anderen entstammte, obwohl Nagakos Vater ein Sprössling der Kaiserlichen Familie war, ihre Mutter der feudalen oder Militäraristokratie der Daimyō.
Prinzessin Nagako heiratete den Kronprinzen Hirohito am 26. Januar 1924 und wurde mit seiner Thronbesteigung am 25. Dezember 1926 Kaiserin. Der Tennō und seine Gemahlin hatten sieben Kinder, fünf Töchter und zwei Söhne:
1. Prinzessin Teru (Shigeko) (照宮成子 Teru no miya Shigeko, * 6. Dezember 1925, † 23. Juli 1961), später genannt Higashikuni Morihiro;
2. Prinzessin Hisa (Sachiko) (久宮祐子 Hisa no miya Sachiko, * 10. September 1927, † 8. März 1928);
3. Prinzessin Taka (Kazuko) (孝宮和子 Taka no miya Kazuko, * 30. September 1929, † 26. Mai 1989), später genannt Takatsukasa Toshimichi;
4. Prinzessin Yori (Atsuko) (順宮厚子 Yori no miya Atsuko, * 7. März 1931), heute genannt Ikeda Takamasa;
5. Kronprinz Tsugu (Akihito) (継宮明仁 Tsugu no miya Akihito, * 23. Dezember 1933), emeritierter Tennō Akihito;
6. Prinz Yoshi (Masahito) (義宮正仁 Yoshi no miya Masahito), * 28. November 1935; seit 1. Oktober 1964 genannt Prinz Hitachi (常陸宮 Hitachi no miya);
7. Prinzessin Suga (Takako) (清宮貴子 Suga no miya Takako), * 2. März 1939, heute genannt Shimazu Hisanaga.

Die Töchter, die das Erwachsenenalter erreichten, verließen das Japanische Kaiserhaus aufgrund der amerikanischen Reformen des japanischen kaiserlichen Haushalts im Oktober 1947 (im Fall von Prinzessin Higashikuni) bzw. unter den Bedingungen des Gesetzes über den kaiserlichen Haushalt von 1947, sobald ihre Eheschließung erfolgte (im Fall der Prinzessinnen Yori, Taka und Suga).

## Leben als Kaiserin

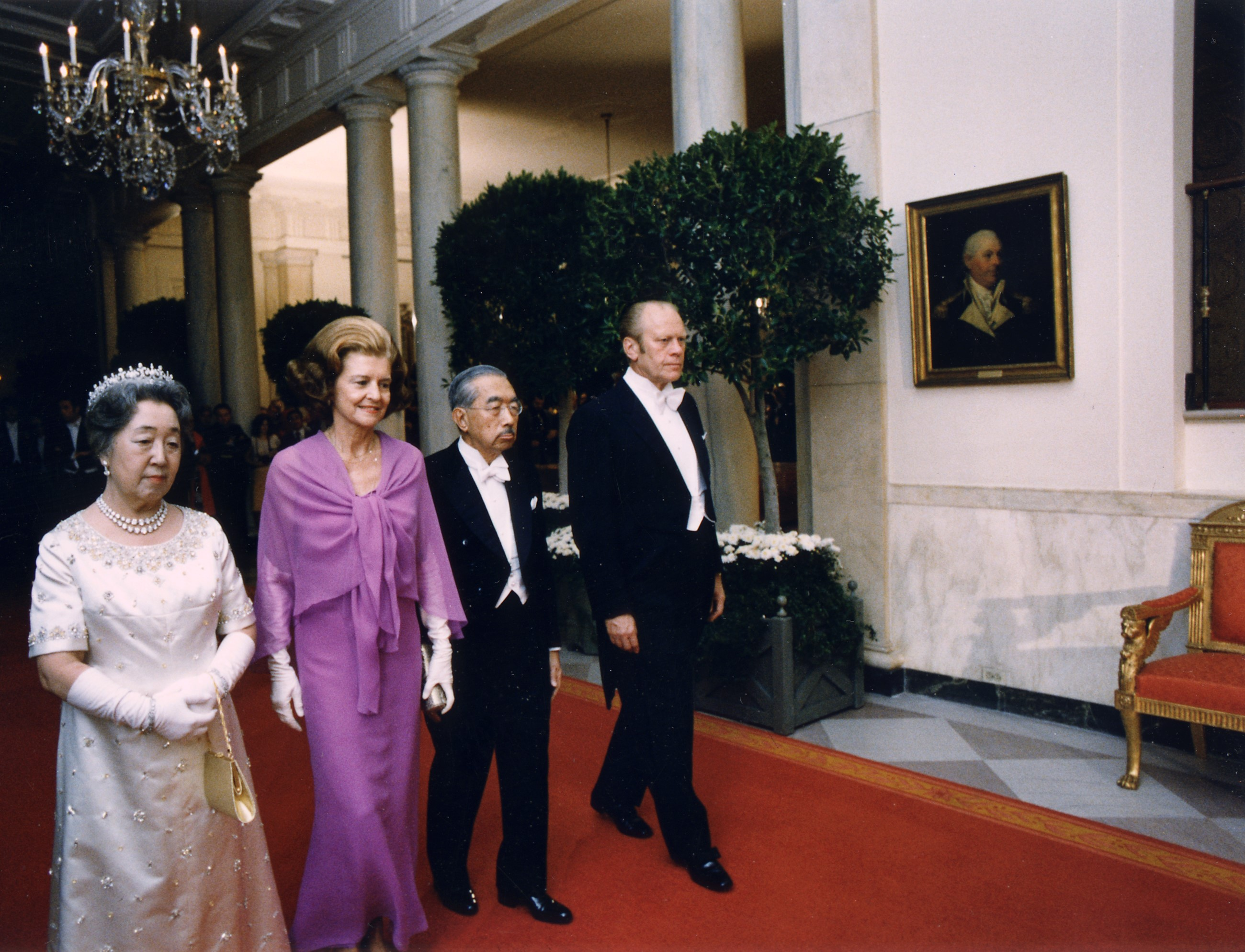
Von links: die Kaiserin, First Lady Betty Ford, der Tennō und US-Präsident Gerald Ford beim ersten Staatsbesuch des Tennō in den Vereinigten Staaten, 1975

Auch wenn sie ihre zeremoniellen Verpflichtungen als Kaiserin den Traditionen entsprechend erfüllte, war die Kaiserin die erste Gattin eines Tennō, die ins Ausland reiste. Sie begleitete den Showa-tennō auf seiner Europareise im Jahr 1971 sowie später auf seinem Staatsbesuch in die Vereinigten Staaten. Sie wurde als die „lächelnde Kaiserin“ bekannt.
Nach dem Tod des Kaisers Hirohito im Jahr 1989 erhielt sie den Titel der Kaiserinwitwe (kōtaigō). Zu dieser Zeit hatte sich ihr Gesundheitszustand bereits verschlechtert, so dass sie an Hirohitos Begräbnis nicht teilnehmen konnte. Ihr letzter öffentlicher Auftritt war im Jahr 1988, den Rest ihres Lebens verlebte sie in Abgeschiedenheit. Im Jahr 1996 wurden auf öffentlichen Wunsch hin offizielle Fotos der Kaiserinwitwe publiziert. Zum Zeitpunkt ihres Todes im Alter von 97 Jahren am  16. Juni 2000 war sie 74 Jahre lang Kaiserin gewesen. Akihito verlieh seiner Mutter nach ihrem Tod den Titel Kaiserin Kōjun.
Ihre sterblichen Überreste ruhen in einem Mausoleum im Kaiserlichen Friedhof Musashi.